# Nationalpark Bosque de Fray Jorge
Der Nationalpark Bosque de Fray Jorge (span. Parque Nacional Bosque de Fray Jorge) liegt in Chile in der Región de Coquimbo. Er ist Teil eines Biosphärenreservats der UNESCO.

## Geographie
Der Nationalpark liegt 100 km südlich von La Serena fast direkt am Pazifik, sowie rund 30 km westlich von Ovalle. Der Fluss Río Limarí mündet circa zehn Kilometer südlich in den Pazifik. Der Park umfasst eine Fläche von 100 km².

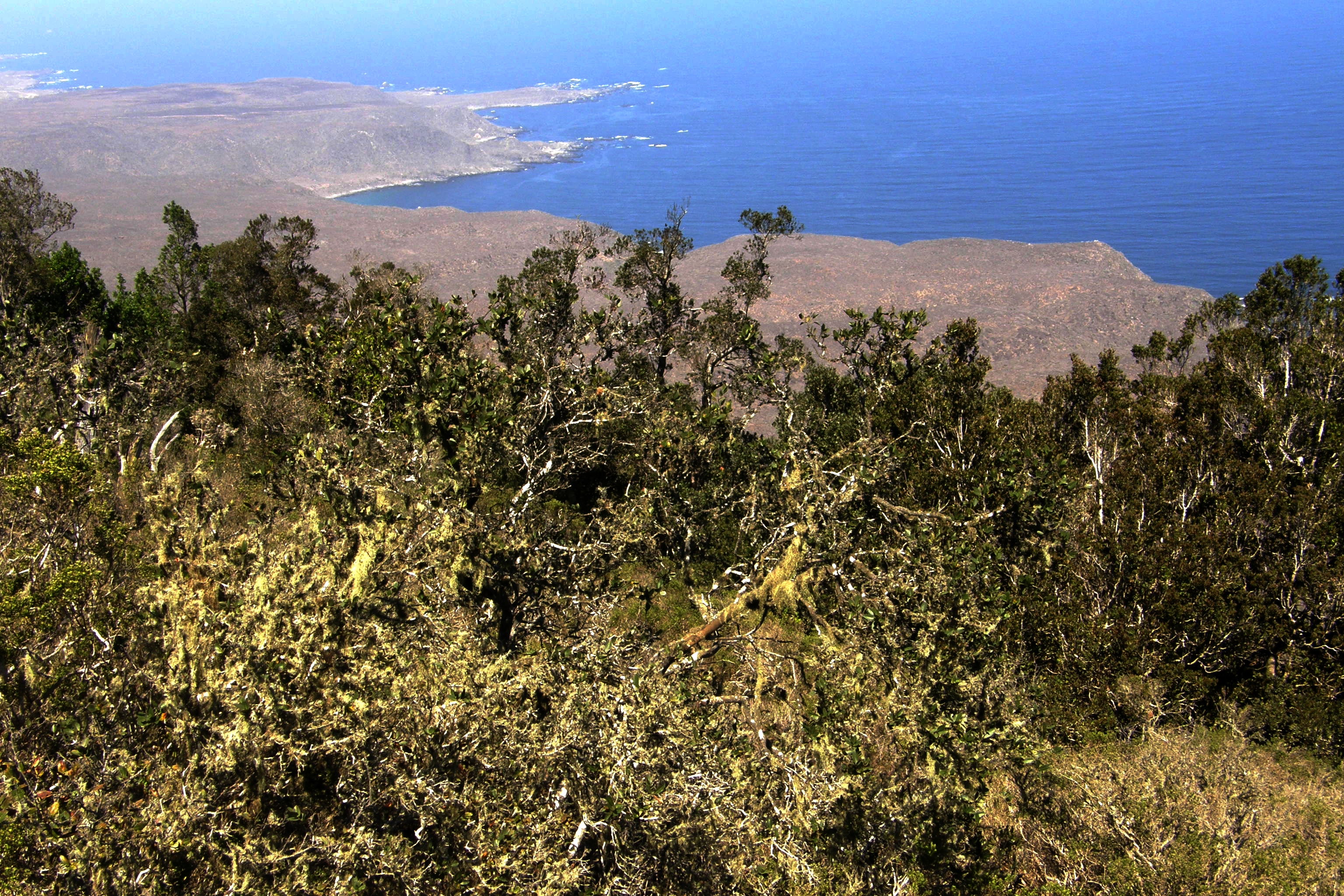
Im Bild sichtbar die Grenze zur Küstenwüste

Der Nationalpark ist bekannt für seine subtropischen Nebelwälder (hydrophile Wälder).
Der Küstennebel (span.: Camanchaca) bleibt hier an den Berghängen hängen und bildet in einer eigentlich wüstenartigen Gegend eine Enklave des valdivianischen Regenwaldes mit subtropischer Vegetation.

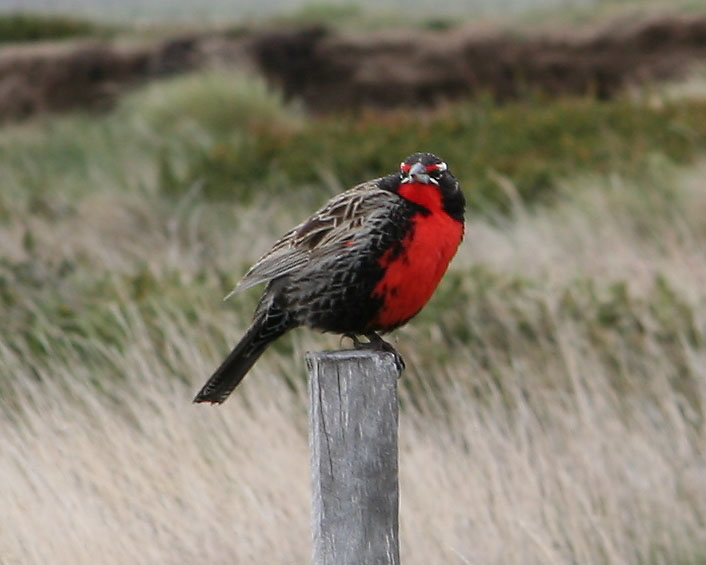
Langschwanz-Soldatenstärling (Sturnella loyca)

Typische Pflanzenarten des Nationalparks:
- Peruanischer Pfefferbaum (Schinus latifolius)
- Azara celastrina
- Lithraea caustica, in Chile Litre genannt.
- Porlieria chilensis
- Aextoxicon punctatum, der in Chile unter anderem Olivillo heißt.
- Sarmienta scandens
- Griselinia scandens

Im Park leben eine große Anzahl kleinerer Tiere, wie der Degu, das Chinchilla und Füchse. Viele verschiedene Vogelarten leben in den Wäldern, wie das Chilesteißhuhn (Nothoprocta perdicaria) und der Langschwanz-Soldatenstärling (Sturnella loyca).

## Geschichte
Der Jorge Fray-Nationalpark wurde 1943 eingerichtet und untersteht der chilenischen Forstbehörde CONAF. Die UNESCO erklärte den Nationalpark 1977 zum Biosphärenreservat. Neben dem Nationalpark gehören noch zwei weitere Parks zum Biosphärenreservat, der Talinay- und der Punta del Viento-Park.